# Ascari Ecosse
O Ascari Ecosse é um carro desportivo de motor central produzido pela Ascari de 1998 a 1999. Foi o primeiro carro de produção feito pela companhia e é baseado no carro conceptual Ascari FGT.

## FGT
Em 1995, a Ascari mostrou o o conceito FGT em várias mostras automobilísticas europeias, com um desenho feito por Lee Noble. Tinha um motor V8 Chevrolet  de combustível injectado de 6 litros posicionado a meio do carro, atrás do condutor.
Ao mesmo tempo que o carro conceptual foi lançado, o holandês Klaas Zwart decidiu inscrever o FGT em corridas, com um motor V8 da Ford, e entrar no Campeonato Britânico de Gran Turismo. Com um carro conceito a ter os requerimentos de homologação, Zwart conseguiu ganhar um evento no Circuito de Silverstone na época de estreia do carro em 1995. O carro também tentaria qualificar-se para as 24 Horas de Le Mans mas não seria rápido o suficiente para passar as pré-qualificações. O carro continuou a manter o ritmo com recém-chegados ao Gran Turismo Britânico em 1996, antes de Zwart fazer parceria com William Hewland, o dono das engenharias Hewland, para uma época parcial em 1997, com o seu melhor acabando em quarto em Donington Park.
Depois da época de 1997, a Ascari passou a produzir em massa o FGT, dando-lhe o nome de Ecosse.

## Ecosse

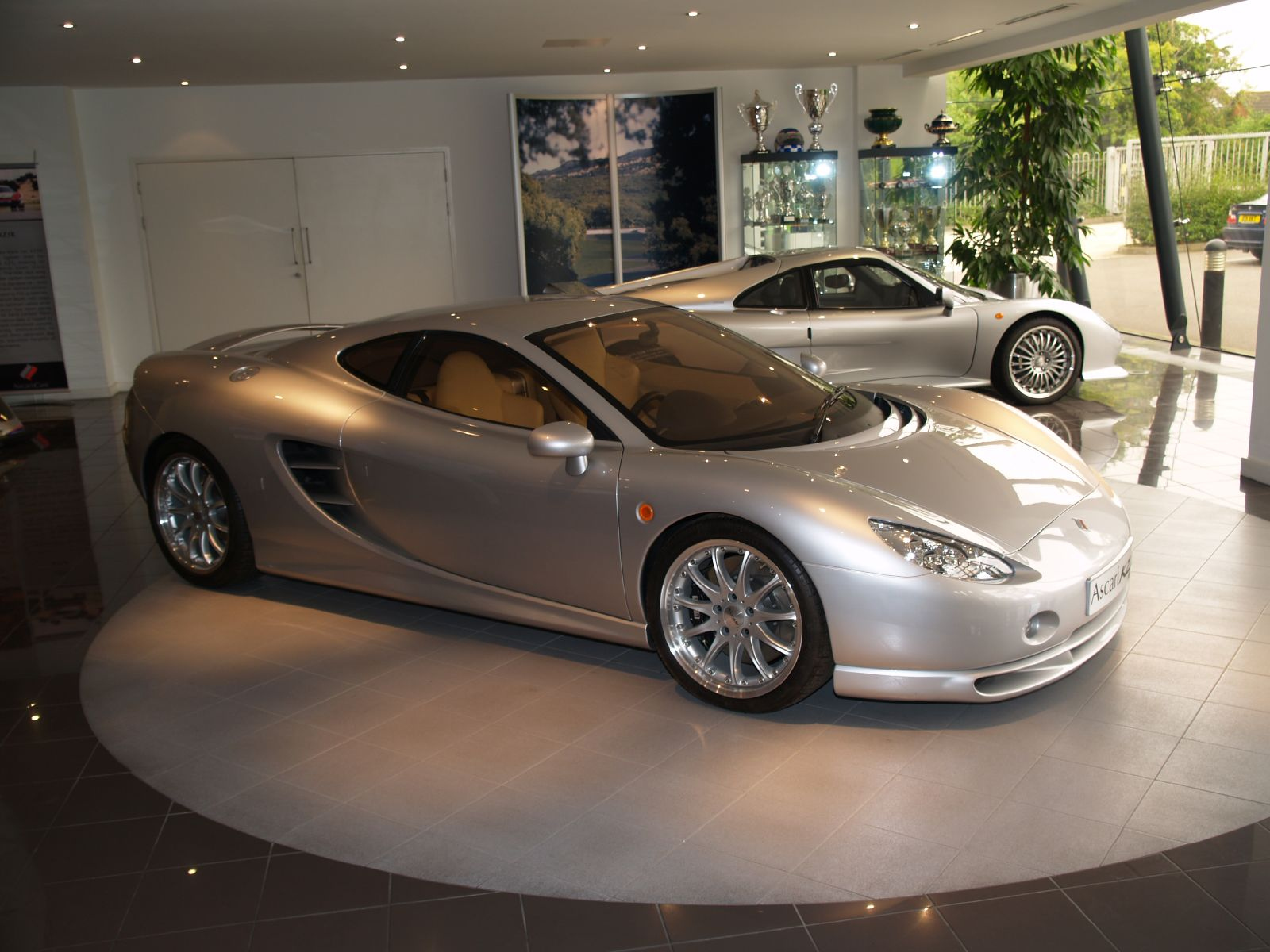
Um Ascari KZ1 (primeiro plano) e Ecosse (fundo).

A versão de produção do Ecosse tinha um motor V8 da BMW em vez das unidades da Chevrolet e da Ford, embora este fosse ajustado pela Hartge. O motor de 4.4 litros produzia à volta de 300 cv, enquanto o seguinte e maior motor de 4.7 litros produzia à volta de 400 cv.
O chassis de estrutura espacial e a suspensão em duplo A carregavam uma carroçaria de fibra de vidro muito leve, pesando apenas 1250 kg. O Ecosse, com o maior motor de 4.7 litros era capaz de ir dos 0 aos 100 km/h em 4.1 segundos enquanto a velocidade máxima atingia os 322 km/h. Apenas se sabe que 17 exeplares foram produzidos, no entanto nove destes ainda permanecem até hoje, enquanro os outros oito foram destruídos.
O Ecosse acabaria por ser substituído pelo Ascari KZ1 em 2003.

## Ligações Externas
Diseno Art - Ascari Ecosse